# Bouné
Bouné est une localité et une commune rurale du Niger, département de Gouré, région de Zinder. 

## Géographie
La localité de Bouné est située au sud du chef-lieu départemental Gouré.
| Guidiguir | Gouré   |             |
| Gouchi    | Bouné   | Goudoumaria |
| Mallaoua  | Nigeria |             |

## Histoire
La commune rurale de Bouné instaurée en 2002 est issue du canton de Bouné dont une partie a formé la commune rurale de Guidiguir.

## Population
Lors du recensement général de 2012, la population communale est relevée à 74 513 habitants, dont 1 013 habitants pour la localité principale.

## Localités
La commune s'étend sur 121 villages, 93 hameaux, 15 camps et 4 points d'eau au sud du département de Gouré.

## Services et infrastructures
- Centre de Santé Intégré (CSI) à Bouné, Gamdou, Karguéri et Zagari Manga[5].